# Challenger Britania Zavaleta 1999
Il Challenger Britania Zavaleta 1999 è stato un torneo di tennis facente parte della categoria ATP Challenger Series nell'ambito dell'ATP Challenger Series 1999. Il torneo si è giocato a Puebla in Messico dal 15 al 21 novembre 1999 su campi in cemento.

## Vincitori

### Singolare
Michael Sell ha battuto in finale  Alejandro Hernández per 7–6, 7–5.

### Doppio
Óscar Ortiz /  Marco Osorio hanno battuto in finale  Jeff Salzenstein /  Jim Thomas per 6–1, 6–3.